# 22281 Popescu
22281 Popescu è un asteroide della fascia principale. Scoperto nel 1985, presenta un'orbita caratterizzata da un semiasse maggiore pari a 2,2419728 UA e da un'eccentricità di 0,1106877, inclinata di 3,22842° rispetto all'eclittica.